# Liste ägäischer Ortsnamen vom Totentempel Amenophis III.
Die Liste ägäischer Ortsnamen vom im 14. Jahrhundert v. Chr. errichteten Totentempel Amenophis III. (auch: Liste EN) in Kom el-Hetan (heute arabisch كوم الحيطان Kōm/Kaum al-Ḥīṭān) ist eine altägyptische Liste, die Ortsnamen aus dem Ägäisraum auflistet. Die Inschrift wurde 1965 in der Nekropole von Kom el-Hetan in Theben-West gefunden und befindet sich auf dem Sockel einer Statue im nördlichen Säulenhof. Sie gehört zu einer Serie mehrerer Ortsnamenlisten, die im Totentempel entdeckt wurden.

## Inschrift
Die Inschrift läuft in 17 Spalten von links nach rechts, wobei die Inschriften der letzten beiden Spalten verloren sind und die drittletzte unleserlich ist. Die ersten beiden Spalten (a,b) schauen nach links und zeigen die Namen Keftiu und Tanaja. Es wird angenommen, dass damit die Länder Kreta und Griechenland gemeint sind und danach einzelne Orte dieser Länder bezeichnet werden. Diese Deutung der Liste wird in der Forschung allgemein anerkannt, wenn auch mit Vorbehalt.
Rechts der Spalte a folgen mehrere Spalten, die alle nach rechts schauen und Ortsnamen enthalten. Die ersten drei Ortsnamen (1, 2, 3) wurden nachträglich abgeändert. Ein Ortsname kommt zweimal vor (1,11). Die Identifizierung der einzelnen Orte mit mykenischen und antiken Ortsnamen ist nicht völlig gesichert und teilweise umstritten. Am sichersten sind Knossos und Amnisos, da sie benachbart liegen und in der Liste nacheinander genannt werden, auch Kydonia und Kythera werden allgemein anerkannt. Alle anderen Namen werden aus verschiedenen Gründen als weniger sicher betrachtet. Am unsichersten ist der Name Wilaja (?), für den verschiedene Orte auf Kreta vorgeschlagen werden, so das antike Elaea (evtl. bei Phalasarna) in Westkreta oder etwas attraktiver das antike Heleia (Ἥλεια) bei der bronzezeitliche Stadt Palaikastro in Ostkreta. Andere Forscher schlagen Elis (Ἦλις, eleisch: Ϝαλις / Wālis) in der Peloponnes vor oder gar Ilion-Troia (Ἴλιον < *Wilion). Die letztere Deutung ist aber höchst unwahrscheinlich. Zudem werden noch die beiden mykenischen Ortsnamen wa-e-ro und wi-ja-er-ra2 vorgeschlagen, die nicht sicher lokalisiert werden können, aber im Reich von Pylos lagen.
Schließlich wird unleserlich Spalte 13 manchmal als **Sitaja ergänzt, ein kretischer Ortsname, was aber spekulativ ist.
Nur vier Namen zeigen das Zeichen „Fremdland“, nämlich Keftiu (a), Mezana (6), Nauplia (7) und Kutira (8). Es besteht die Möglichkeit, dass diese vier Namen Ländernamen sind, während die anderen Städte bezeichnen. Dann müsste Nauplia aber neu gedeutet werden, da bis dahin nur eine Stadt dieses Namens bekannt ist.
Zwei 2004 ausgegrabene Fragmente (FN; GN) nennen möglicherweise Ionien und weitere Namen im Ägäisraum.

### Liste EN
Über den 17 Spalten mit den Ortsnamen steht die Überschrift: „Fremdländer weit im Norden von Asien“. Da die Spalten a und b nach links schauen, ist Spalte b am linken Rand und Spalte 1 schließt sich an Spalte a an.
| k · I9 | U33 | w | N25 |

| k · I9 | U33 | w | N25 |

| U33 | M17 | N35 · G1 | M17 | M17 | G43 |

| U33 | M17 | N35 · G1 | M17 | M17 | G43 |

| M17 | A2 | D38 | N35 · Z4 | M8 |

| M17 | A2 | D38 | N35 · Z4 | M8 |

| b | G29 | M17 | M17 | M8 |

| b | G29 | M17 | M17 | M8 |

| kA · Z1 | X1 · G43 | N35 · G1 | M17 | M17 |

| kA · Z1 | X1 · G43 | N35 · G1 | M17 | M17 |

| D37 · G43 | k | M17 | N35 · Z7 |

| D37 · G43 | k | M17 | N35 · Z7 |

| D46 · Z4 | N29 · G1 | A28 | M17 | G1 · z |

| D46 · Z4 | N29 · G1 | A28 | M17 | G1 · z |

| D37 · Z4 | U28 | G1 | N35 | M17 | G1 | N25 |

| D37 · Z4 | U28 | G1 | N35 | M17 | G1 | N25 |

| W24 · Z1 | p · Z1 · Z1 | r · Z1 | M17 | M17 | N25 |

| W24 · Z1 | p · Z1 · Z1 | r · Z1 | M17 | M17 | N25 |

| kA · Z1 | U33 · Z4 · M17 | r · Z1 | N25 |

| kA · Z1 | U33 · Z4 · M17 | r · Z1 | N25 |

| V4 | N18 · N21 · Z1 | r | M17 · M17 · Z4 |

| V4 | N18 · N21 · Z1 | r | M17 · M17 · Z4 |

| kA · Z1 | N35 · M17 · M17 · G43 | M8 · G1 |

| kA · Z1 | N35 · M17 · M17 · G43 | M8 · G1 |

| M17 | A2 | D38 | N35 · Z4 | M8 · G1 |

| M17 | A2 | D38 | N35 · Z4 | M8 · G1 |

| r · Z4 | k · G1 | U33 · M17 |

| r · Z4 | k · G1 | U33 · M17 |

### Listen FNund GN
Zwei Fragmente, die bei den Grabungen der Jahre 2004/05 zum Vorschein kamen, nennen ebenfalls weitere geographische Namen. Die Listen werden mit FN (2 Namen erkennbar) und GN (5 Namen erkennbar) bezeichnet. Obwohl die Inschriften offensichtlich nicht fertiggestellt wurden, weist der Kontext auf Gebiete nördlich von Ägypten, also Ägäis und Anatolien.
Die genaue Lokalisierung und Identifizierung dieser Namen ist problematisch, da die Namenskartuschen teilweise unten abgebrochen sind. Die ersten Publikationen identifizierten die Toponyme mit wohlbekannten Namen wie Groß-Ionien, Luwien, Mitanni und Naharina oder Adana und Tarsus. Heute wird nur noch die Lesung „Groß-Jonien“ als einigermaßen gesichert betrachtet. Daneben werden nochmals die Danaer genannt.
| X1 | M17 | N35 |

| X1 | M17 | N35 |

| N37 | Z1 | W11 | D21 |

| N37 | Z1 | W11 | D21 |

| N37 | Z1 | Q3 | D21 |

| N37 | Z1 | Q3 | D21 |

| D21 · Z1 · M17 · A17 | V4 · G43 · N35 | G1 |

| D21 · Z1 · M17 · A17 | V4 · G43 · N35 | G1 |

| M17 · M17 · G43 | N35 · Z1 · Z1 · D36 | D36 · Y1 |

| M17 · M17 · G43 | N35 · Z1 · Z1 · D36 | D36 · Y1 |

| G20 | D46 | G43 | N35 |

| G20 | D46 | G43 | N35 |